# Línea 414 (Interurbanos Madrid)
La línea 414 de la red de autobuses interurbanos de Madrid une Madrid (Villaverde Bajo-Cruce) con el Centro Penitenciario Madrid III.

## Características
Esta línea tiene una duración de 40 minutos aproximadamente. Algunas expediciones llegan hasta el Parque Warner, aunque solo en sentido ida.
La línea mantiene los mismos horarios todo el año (exceptuando las vísperas de festivo y festivos de Navidad). No presta servicio de lunes a viernes ni festivos.
Está operada por La Veloz mediante la concesión administrativa VCM-301 - Madrid – Valdelaguna – San Martín de la Vega (Viajeros Comunidad de Madrid) del CRTM.

## Horarios
| Sábados laborables y domingos      |                                    |
| Villaverde Bajo-Cruce > Madrid III | Madrid III > Villaverde Bajo-Cruce |
| 07:15                              | 08:00                              |
| 08:45                              | 09:30                              |
| 11:30                              | 12:15                              |
| 13:00                              | 14:30                              |
| 16:00                              | 16:45                              |
| 17:30                              |                                    |

## Recorrido y paradas

### Sentido Centro Penitenciario Madrid III
| Código | Parada                                | Común con           | Conexión con Metro    | Municipio | Zona |
| ------ | ------------------------------------- | ------------------- | --------------------- | --------- | ---- |
| 16732  | Av. Andalucía - Villaverde Bajo Cruce | 412 415 427 432     | Villaverde Bajo Cruce | Madrid    |      |
| 08057  | Pinto - Guardia Civil                 | 412 413 426 VAC-231 |                       | Pinto     |      |
| 10169  | Ctra. M-841 - Pol. Ind. Aimayr        | 412                 |                       | Valdemoro |      |
| 10700  | Centro Penitenciario Madrid III       |                     |                       | Valdemoro |      |
| 13000  | Parque de Ocio                        |                     |                       | Valdemoro |      |

### Sentido Madrid (Villaverde Bajo-Cruce)
| Código | Parada                                | Común con           | Conexión con Metro    | Municipio | Zona |
| ------ | ------------------------------------- | ------------------- | --------------------- | --------- | ---- |
| 10700  | Centro Penitenciario Madrid III       |                     |                       | Valdemoro |      |
| 10168  | Ctra. M-841 - Pol. Ind. Aimayr        | 412                 |                       | Valdemoro |      |
| 08057  | Pinto - Guardia Civil                 | 412 413 426 VAC-231 |                       | Pinto     |      |
| 16732  | Av. Andalucía - Villaverde Bajo Cruce | 412 415 427 432     | Villaverde Bajo Cruce | Madrid    |      |